# Þórðar saga hreðu
La Þórðar saga hreðu (che in italiano significa Saga di Þórðr Discordia) è una saga degli Islandesi scritta in norreno in Islanda intorno al XIII-XIV secolo. L'editore moderno della Þórðar saga hreðu la cui versione è presa da tutti convenzionalmente come standard è l'Íslenzk Fornrít; esiste anche una seconda versione della saga degna di nota, il Brot af Þórðar sögu hreðu (Frammento della saga di Þórðr Discordia).